# Дэвидсон, Аврам
Аврам Джеймс Дэвидсон (англ. Avram James Davidson; 23 апреля 1923 — 8 мая 1993) — американский писатель-фантаст, редактор и критик. Публиковался также под псевдонимами Аврам Аардваркссон (Avram Aardvark'sson), Эллери Куин (Ellery Queen), Карлтон Дж. Миллер (Carlton G. Miller).

## Краткая биография
Аврам Дэвидсон родился в еврейской семье в Йонкерсе, штат Нью-Йорк. Во время Второй мировой войны служил санитаром в американском флоте в Тихом океане. Писать свои произведения начал с 1950-х годов. Является автором множества рассказов, нескольких романов и повестей.

## Наиболее известные произведения
- Станция «Шестьдесят третья улица»
- Apres nous
- Дом, который построили Блейкни
- Удостоверение
- Кульминация
- Доктор Моррис Голдпеппер возвращается
- Арахисы
- Флакон с кисметом
- Сын Неба
- Людоед-великан в долине
- О всех морях с устрицами
- Моря, полные устриц (Премия Хьюго в 1958 году)
- Верховный Ульдж
- Сила всякого корешка
- Сейчеверелл
- Выстрел
- Истоки Нила
- Связанные хвостом к хвосту короли
- Чан
- Феникс и зеркало
- Возьмем, «к примеру», деревянных индейцев
- Йо-хо, и вверх!